# サンタモニカ空港

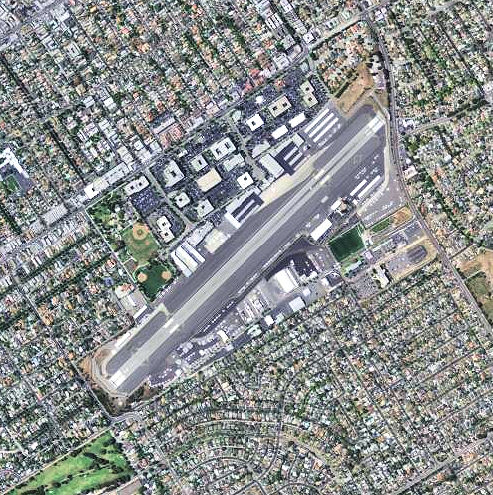
USGS 空撮（2006年）

サンタモニカ空港（サンタモニカくうこう Santa Monica Airport (IATA: SMO, ICAO: KSMO, FAA LID: SMO)）は、アメリカ合衆国カリフォルニア州・サンタモニカにある小規模な空港。サンタモニカの住宅地の近くにあり、広域ロサンゼルスへの空の玄関口として機能するビジネスジェットやプライベート用のゼネラル・アビエーション空港である。別称サンタモニカ地域空港（Santa Monica Municipal Airport）。
この空港はロサンゼルス国際空港 (LAX) の北 6マイル (10 km) 、太平洋のサンタモニカ湾からおよそ 2マイル (3 km) 内陸にある。連邦航空局（FAA）は統合空港システム国家計画（2009年–2013年）で「代替空港」に分類した。空港用地は総面積215エーカー（87ヘクタール）。
陸軍の施設を民間に転用し、富裕層はロサンゼルスの発着に手頃と歓迎したが、住宅が周囲に増えるに従い地域住民が数十年にわたり不満を募らせ抗議したり法廷に訴えたりし、運行を支持する航空業界ならびに連邦航空局は軍用基地であった連邦協定を根拠に、2023年までは開設を主張した。連邦およびサンタモニカ市当局は2017年に和解案を発表すると、当空港は2028年末の閉鎖を予定し、用地を公園に転用するという協定を発表すると、ジェット機の飛行制限のため滑走路4,973 ftを 3,500 ftに短縮するサンタモニカ市当局の決定権と義務、その行使を市政の決定に付託するという附則をつけて、テッド・ウィンターラー市長は空港の管理権はサンタモニカ市にあるという立場を通したが、市民は空港閉鎖まで期間が長いことに不満を述べた。
付帯施設の#バーカー・ハンガーは、かつての空港の格納庫を転用してイベント会場として公開、コンサートや授賞式を催しテレビ放映などに使われる。

## 沿革
アメリカ合衆国で最も古い空港の一つであり、1923年4月15日の開設以来、かつては単一滑走路の民間空港として世界最多の利用者を数えた。

## 運用

### バーカー・ハンガー
当空港内にあるバーカー・ハンガー（Barker Hangar）は1954年建設の航空機格納庫を改装し、3.5万 ft2のイベント会場として活用している。空港設備の所有者だったビル・リアは発明家で、リアジェットというジェット機製造会社を創業した人物である。自家用ジェット機を量産して格納庫に置こうという計画には市の許可が降りなかったため、建物はパシフィック・エアモーティブに売却。同社は自家用機の所有者向けに格納施設の賃貸業を営んだが1969年に倒産、従業員だった技術者のジェームズ・バーカーが買い取って航空機整備業務を請負った。その社主も1986年に病没、相続した娘のジュディ・バーカーはイベント会場に転用した。

## 大衆文化
この施設ではボクシングの試合やコンサート、見本市やワインや食品の祭典、美術展や映画などを催してきた。
バーカー・ハンガーを授賞式に選んだ各賞は、MTVムービー&TVアワード、NBA年次表彰式やピープルズ・チョイス・アワード、ブレイクスルー賞などがある。
INXSは1993年に当地でコンサートを開き、そのライブ録音の音源をアルバム『INXS: Live at Barker Hangar』（2005年）として発表した。
テレビのゲーム・バラエティ番組「一攫千金!!スーパーマーケット」（1991年）の起源にあたる「スーパーマーケット・スウィープ」は、2020年版に登場するセットを当地で組み上げ、撮影した。